# آرکادیوژ میخالسکی
آرکادیوژ میخالسکی (لهستانی: Arkadiusz Michalski؛ زادهٔ ۷ ژانویهٔ ۱۹۹۰) وزنه‌بردار مرد اهل لهستان است.
وی در مسابقات کشوری و بین‌المللی در مجموع برندهٔ ۱ مدال طلا، ۲ مدال نقره، ۲ مدال برنز شده‌است.